# Jean Courtin
Pour les personnes ayant le même patronyme, voir Courtin.
Jean Courtin, né le 20 août 1936 à Saint-Tropez, est un préhistorien français, spécialiste des périodes du Néolithique et de l'âge du bronze dans la région Provence-Alpes-Côte d'Azur. Il a également activement participé à l'étude de la grotte Cosquer, à Marseille.

## Formation
Jean Courtin est pensionnaire du lycée Lacordaire de Marseille quand il est présenté à Fernand Benoit, conservateur du musée Borély de Marseille et directeur des Antiquités de Provence, et à Max Escalon de Fonton, qui lui confient rapidement ses premières missions de prospection dans la région de Saint-Tropez. Il obtient son baccalauréat en 1953 puis une licence d'histoire-géographie à la faculté de lettres d'Aix-en-Provence en 1956.

## Carrière académique
En octobre 1959, il entre au CNRS avec le grade de stagiaire, sous la direction de Max Escalon de Fonton, puis devient attaché de recherche en octobre 1961.
En mai 1969, il soutient une thèse intitulée Le Néolithique de la Provence à la faculté des sciences de Marseille-Luminy. Docteur en Préhistoire, il devient alors chargé de recherche au CNRS, rattaché à l'ER 46 Marseille dirigée par Max Escalon de Fonton.
En 1976, il prend la direction de la DRASM (alors Direction des recherches archéologiques sous-marines) à Marseille. Il co-dirige le service avec Bernard Liou jusqu'en 1982. De 1982 à 1986, il devient directeur des Antiquités préhistoriques de Provence-Alpes-Côte d'Azur. En 1985, il obtient le grade de directeur de recherche 2e classe et prend la tête de l'ER 36 CRA Valbonne.
En 1993, il est nommé directeur de recherche 1re classe au CNRS. Il est actuellement directeur de recherche honoraire au CNRS.

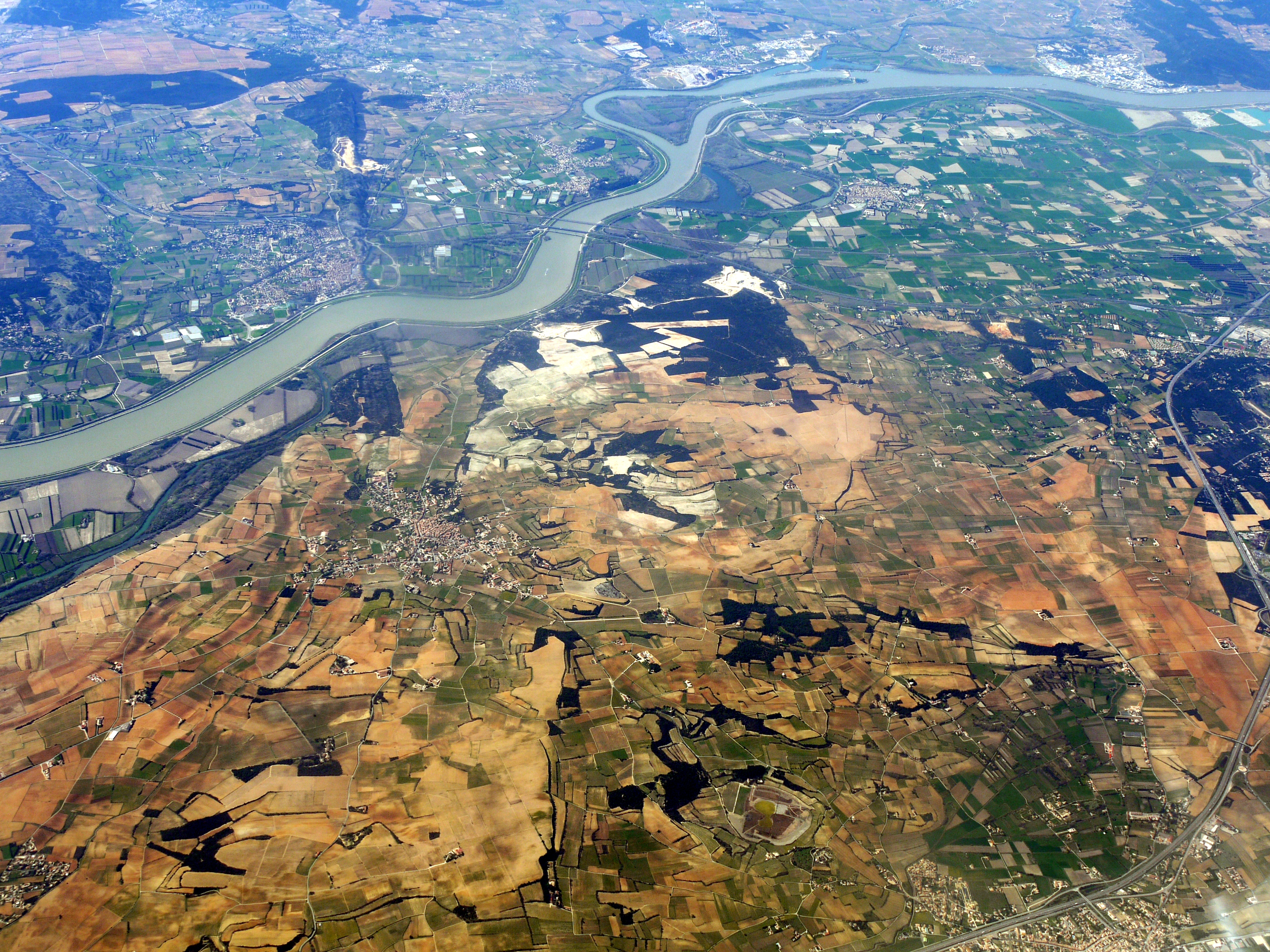
Le plus ancien village néolithique de France, Courthézon

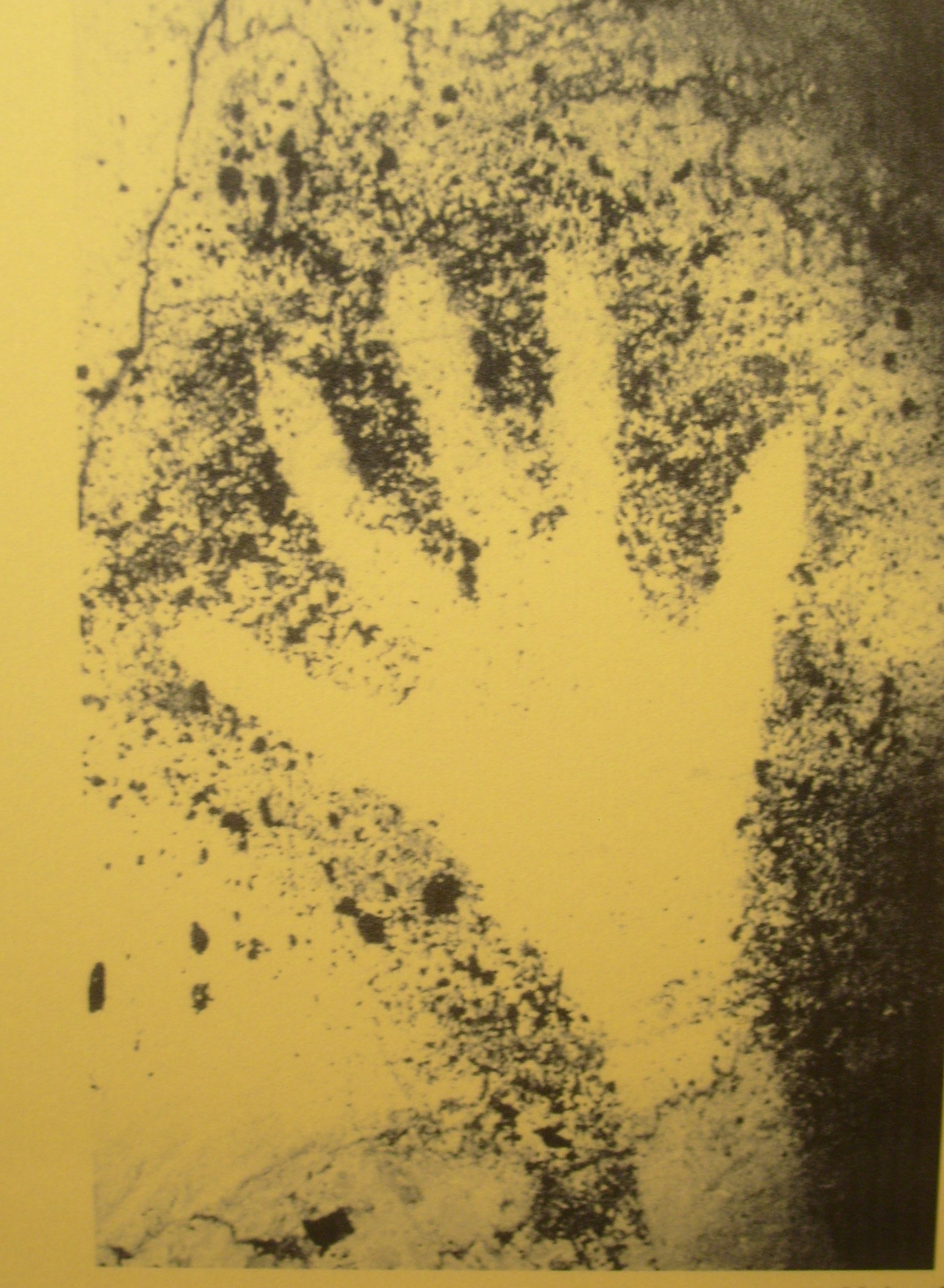
Grotte Cosquer, reproduction d'une main humaine, datée de 29000 ans avant le présent
Musée d'archéologie nationale de Saint-Germain-en-Laye

## Fouilles
Au cours de sa carrière passée au sein du CNRS (42 ans), Jean Courtin dirige de nombreuses fouilles, essentiellement en Provence.
En 1957, un projet de construction de barrages EDF sur le cours du Verdon met en péril de nombreuses grottes et abris dans les moyennes et basses gorges. Menacés d'ennoyage par la montée inéluctable des eaux, tous les sites préhistoriques sont prospectés et répertoriés.
De 1958 à 1972, Jean Courtin fouille et étudie 10 sites des gorges du Verdon, occupés au Néolithique et à l'âge du bronze, dont les plus importants sont la grotte Murée, la grotte de l'Église ou l'abri du jardin du Capitaine.
De 1970 à 1973, il dirige la fouille d'un village néolithique à Courthézon (Vaucluse), au quartier du Baratin. Situé en bordure ouest de la plaine de l'Ouvèze, ce site de référence a livré des empierrements circulaires en galets de quartzite rubéfiés, des céramiques cardiales (décorées à l'aide d'une coquille de Cardium), des meules à grain, des lames de faucille en silex, des ossements d'animaux domestiques témoignant d'une activité agro-pastorale dès 5500 av. J.-C. Les cabanes bâties en matériaux périssables n'ont laissé de trace que par quelques trous de poteaux et piquets comme en témoigne l'étude du site reprise à partir de 1991 par Ingrid Sénépart.
De 1970 à 1991, il fouille la Fontbrégoua à Salernes (Var), cavité occupée du Paléolithique supérieur jusqu'à la fin du Néolithique. Ce chantier de fouilles programmé reçoit de nombreux étudiants français et étrangers. On a pu mettre en évidence la pratique du cannibalisme au néolithique ancien.
En 1991, la grotte Cosquer, première grotte ornée de Provence, est déclarée aux autorités maritimes par Henri Cosquer, plongeur professionnel marseillais. Son entrée se situe à 37 mètres sous le niveau de la mer, dans l'anse de la Triperie. Du 18 au 20 septembre 1991, Jean Courtin réalise la première étude du site, qui prouve son ancienneté, et rend compte au Ministère de la culture. La première campagne d'étude programmée de la grotte s'effectue d'octobre à décembre 1994. Il entame le relevé des dessins et gravures : représentations animales, mains négatives ou positives et signes laissés sur les parois de la grotte par l'homme 29 000 ans et 21 000 ans avant le présent.  En août 2002, le préhistorien Jean Clottes se joint à lui pour l'aider dans ses recherches. De juillet à septembre 2003, Jean Courtin et Jean Clottes réalisent ensemble la 3e et dernière campagne d'étude.

## Distinctions
- Chevalier de l'ordre des Palmes académiques

## Publications
- Le Néolithique de la Provence, Société préhistorique française, Paris, éd. Klincsieck, 1974
- Les Civilisations néolithiques en Provence et Les Civilisations de l'âge du bronze en Provence, in La Préhistoire française, tome 2, CNRS, Paris, 1975
- Le gisement Saô de Mdaga (Tchad), fouilles 1960-68, Société d'ethnologie de Paris, 1980 (en collab. avec A. et J.-P. Lebeuf et F. Treinen-Claustre)
- Premières communautés paysannes en Méditerranée occidentale, éd. Colloque international du CNRS, Montpellier, 1987 (en collab. avec Jean Guilaine et Jean-Louis Roudil)
- La grotte Cosquer, peintures et gravures de la caverne engloutie, Paris, éd. du Seuil, 1992 (avec Jean Clottes)
- Les Premiers Paysans du Midi, de -6 000 à -4 500, Paris, éd. La Maison des roches, 2000
- Cosquer redécouvert, coécrit avec Jean Clottes, éd. du Seuil, 2005
- Baudinard avant l'histoire, éditions Actilia Multimédia, 2008
- Salernes des origines. Préhistoire d'un terroir provençal, éd. Actilia Multimédia, 2010

### Roman
- Le Chamane du bout du monde, roman préhistorique, Paris, éd. du Seuil, 1998, (traduit en allemand, espagnol, portugais)